# Plexaurella
Plexaurella es un género de gorgonias marinas perteneciente a la familia Plexauridae, del suborden Holaxonia. 
Sus especies están ampliamente distribuidas en aguas tropicales del océano Atlántico occidental, desde Florida a Brasil.

## Especies
El Registro Mundial de Especies Marinas reconoce como válidas las siguientes especies en el género:
- Plexaurella crassa (Ellis, 1756)
- Plexaurella curvata Kunze, 1916
- Plexaurella dichotoma (Esper, 1791)
- Plexaurella furcata (Lamarck, 1816)
- Plexaurella grandiflora Verrill, 1912
- Plexaurella grisea Kunze, 1916
- Plexaurella heteropora (Lamarck, 1816)
- Plexaurella kunzei Kükenthal, 1916
- Plexaurella minuta Kunze, 1916
- Plexaurella nutans (Duchassaing & Michelotti, 1860)
- Plexaurella porosa Gordon, 1925
- Plexaurella pumila Verrill, 1912
- Plexaurella regia Barreira e Castro, 1986
- Plexaurella tenuis Kunze, 1916
- Plexaurella teres Kunze, 1916
- Plexaurella vanderhorsti Stiasny, 1935
- Plexaurella vermiculata (Lamarck, 1816)

## Morfología
Su estructura es ramificada, en forma de candelabro, con pocas ramas, o arbustiva, y con ramas cilíndricas que tienden a verticales, dispuestas en paralelo. Las ramas son gruesas, tienen entre 7 y 15 mm de diámetro, y, normalmente de ramificación dicotómica, siendo frecuente que sus extremos tengan un engrosamiento en forma de bastón. El axis, o eje, de la colonia esta altamente calcificado con calcita y se compone también de gorgonina, sustancia específica que generan gran parte de las gorgonias, y que aporta flexibilidad a sus esqueletos. 
Los cálices de los pólipos son ovales o alargados, en forma de hendidura, y suelen presentar montículos en la superficie de la rama por dónde salen al exterior, siendo por tanto protuberantes.
Pueden alcanzar los 150 cm de largo, en especies como P. nutans. 
La coloración del cenénquima, o tejido común de la colonia que reviste el esqueleto, puede ser amarillenta, marrón claro, gris o malva.

## Reproducción
Se reproducen asexualmente mediante fragmentación, y sexualmente, lanzando al exterior sus células sexuales. En este tipo de reproducción, la mayoría de los corales liberan óvulos y espermatozoides al agua, siendo por tanto la fecundación externa. Los huevos, una vez en el exterior, permanecen a la deriva arrastrados por las corrientes varios días, más tarde se forma una larva plánula que, tras deambular por la columna de agua marina, se adhiere al sustrato y comienza su vida sésil, metamorfoseándose a pólipo, replicándose después por gemación, generando un esqueleto, y dando origen así a la colonia coralina.

## Hábitat y distribución
Suelen habitar en substratos rocosos o fondos blandos, con su base enterrada en el sedimento, en suelos arenosos o grietas de rocas. Entre 1 y 68 m de profundidad,  y en un rango de temperatura entre 20.51 y 27.80 °C.
Sus especies son predadas por los caracoles Cyphoma gibbosum y Cyphoma signatum.
Se distribuyen en aguas tropicales del océano Atlántico occidental; en Florida, Golfo de México, el Caribe y Brasil.

## Alimentación
Contienen algas simbióticas mutualistas (ambos organismos se benefician de la relación), llamadas zooxantelas. Las algas realizan la fotosíntesis produciendo oxígeno y azúcares, que son aprovechados por las gorgonias, y se alimentan de los catabolitos de la gorgonia (especialmente fósforo y nitrógeno). No obstante, también se alimentan de las presas de micro-plancton, que capturan con los minúsculos tentáculos de sus pólipos.